# Neuburg (Detern)
Neuburg is een klein dorp in de Duitse deelstaat Nedersaksen. Het dorp maakt deel uit van de gemeente Detern in de Landkreis Leer in Oost-Friesland. Het ligt in het uiterste oosten van de gemeente, tegen de grens met de Landkreis Ammerland.